# Arbeitswerttheorie
Die Arbeitswerttheorie (Kurzform AWT, auch Arbeitswertlehre) ist eine Denkrichtung aus der klassischen Nationalökonomie. Danach wird der ökonomische Wert einer Ware durch die Arbeitszeit bestimmt, die zu deren Produktion gesellschaftlich notwendig ist. Außerdem muss die Ware einen Gebrauchswert aufweisen. Ausgehend von diesen Voraussetzungen werden in einer arbeitsteiligen Warenwirtschaft sowohl die Austauschverhältnisse (Tauschwert) bestimmt als auch das Wirtschaftswachstum und die Verteilung des Einkommens, und zwar je nach dessen Entstehungsart auf die unterschiedlichen Klassen von Einkommensbeziehern.
Die Arbeitswertlehre steht im Gegensatz zur später aufkommenden Grenznutzentheorie. Sie wird von Ökonomen unterschiedlich bewertet. Auf der einen Seite wird sie für „falsch“ oder „tot“ erklärt. Dahingegen verteidigen fast alle Marxisten die Arbeitswertlehre in der marxschen Form, obschon ihre begriffliche Präzisierung äußerst umstritten ist. Einige Nicht-Marxisten leiten die Arbeitswertlehre in Wachstumsmodellen unter bestimmten Annahmen her, ohne dies als Bestätigung Marxscher Theorie anzusehen.
1927 hatte der spätere Träger des Preises der Schwedischen Reichsbank in Wirtschaftswissenschaft zur Erinnerung an Alfred Nobel Gunnar Myrdal mit seiner Kritik der Arbeitswertlehre promoviert. Eberhard Feess-Dörr suchte 1988 in seiner Dissertation Ricardo gegenüber Marx wieder ins rechte Licht zu rücken sowie die Redundanz der Arbeitswertlehre gegenüber dem neo-ricardianischen Ansatz nachzuweisen. Nils Fröhlich hat 2009 wieder die Aktualität der recht verstandenen AWT zu beweisen unternommen.
Tatsächlich wird die AWT von Adam Smith ziemlich inkonsistent verwendet. Ob bzw. wie David Ricardo die AWT einsetzt, ist umstritten. Wie auch all die damit verbundenen Kontroversen ausgehen mögen, so wird die AWT nach wie vor ein wichtiger Bezugspunkt im Theorievergleich innerhalb der Politischen Ökonomie sowie den angrenzenden Wissenschaftsdisziplinen bleiben.

## Die ersten Ansätze

### Naturrecht: John Locke
John Locke unternahm den Versuch, das Recht auf Eigentum naturrechtlich zu begründen, indem er es aus der produktiven Arbeit herleitet. Genau besehen hat er das individuelle Sacheigentum mit dem Eigentum jedes Menschen an seiner eigenen Person und an der Betätigung von deren Wirkkräften gerechtfertigt. Dies stellt offensichtlich ein juristisches Argument dar; es beinhaltet keinerlei ökonomische Analyse.
Zu betonen, es sei ethisch gefordert und/oder wirtschaftlich notwendig, dass jede Arbeit („gerecht“) entlohnt werde, ist logisch etwas ganz anderes, als eine AWT wirtschaftswissenschaftlich zu vertreten, d. h. als eine theoretische Erklärung von ökonomischen Abläufen. So sagt Joseph A. Schumpeter in seiner Geschichte der ökonomischen Analyse über Scholastiker wie etwa Luis de Molina:

„Noch weniger als eine Kostentheorie des Wertes kann man, wie es geschehen ist, ihnen eine Arbeitswerttheorie unterstellen. Wir werden späterhin feststellen, daß die emotionale Anziehungskraft der letzteren einige Historiker veranlaßt hat, soviel Autoren wie möglich in diesem Sinne zu interpretieren. Man muß deshalb dessen eingedenk sein, daß die bloße Betonung der Bedeutung von Arbeit, Anstrengung oder Mühe im Wirtschaftsprozeß nicht eine Befürwortung des Lehrsatzes bedeutet, daß Arbeitsaufwand den Wert erklärt oder verursacht - und das ist, was unter Arbeitswerttheorie in diesem Buche verstanden wird.“

Wie Schumpeter feststellt, hat die moderne Sozialwissenschaft ihren Ursprung im Naturrecht, was besonders deutlich werde in Molinas Definition von der „Natur des Falles“ (rei natura). Dieser Begriff enthält, dass die Daten einer gesellschaftlichen Situation – im günstigsten Falle eindeutig – eine gewisse Folge von Ereignissen, einen logisch zusammengehörigen Prozess oder Zustand bestimmen oder dies tun würden, falls sie sich ungestört auswirken könnten. Thomas von Aquin hat den aristotelischen Begriff der Gerechtigkeit mit „Angepasstheit“ definiert, und zwar unter dem Gesichtspunkt der gesellschaftlichen Zweckmäßigkeit. Daraus ergibt sich die Leichtigkeit, mit der die Scholastiker zwischen dem wechseln, was sie als „gerecht“ und „natürlich“, bzw. „natürlich“ oder „normal“ ansehen. Wie teilweise heute noch bei der Betrachtung des Konkurrenzgleichgewichtspreises üblich, wird hierbei zwischen analytischer und normativer Ebene hin- und hergewechselt.
Ein Versuch, die AWT völlig auf eine normative Fragestellung zu reduzieren, die bis auf Aristoteles zurückgehe, erscheint jedoch schon im Ansatz verfehlt; denn die AWT ist definitionsgemäß auf die Dimension der ökonomischen Analyse eingeschränkt. Aristoteles war indes der erste Theoretiker, der im Rahmen seiner politischen Theorie auch Fragen der ökonomischen Analyse angeschnitten hat.

### Erste ökonomische Analyse: William Petty
Einer der Begründer der AWT ist William Petty. Für Karl Marx beginnt daher die englische ökonomische Klassik bereits mit dem Merkantilisten Petty und nicht erst mit Adam Smith. Zum Beleg für Pettys arbeitswerttheoretische Einsichten führt Marx zwei Textstellen aus dessen "A Treatise of Taxes, and Contributions" an, in denen der Wert als "natürlicher Preis" erfasst wird:

„'Wenn jemand eine Unze Silber aus dem Innern der Erde Perus in derselben Zeit nach London bringen kann, die er zur Produktion eines Bushel Korn brauchen würde, dann ist das eine der natürliche Preis des anderen […].'(p.31.) 'Nehmen wir an, die Produktion eines Bushel Korn erfordere ebensoviel Arbeit wie die einer Unze Silber.' (p.66.) Dies ist zunächst der 'reale und nicht eingebildete Weg, die Preise der Waren zu berechnen.' (p.66.)“

Nicht zu verwechseln mit der Wertbestimmung ist es, wenn Petty feststellt:

„Die Arbeit ist der Vater und das aktive Prinzip des Wohlstandes, so wie der Boden seine Mutter ist.“

Hierzu merkt Marx zustimmend an:

„Arbeit ist also nicht die einzige Quelle der von ihr produzierten Gebrauchswerte, des stofflichen Reichtums.“

## Adam Smith

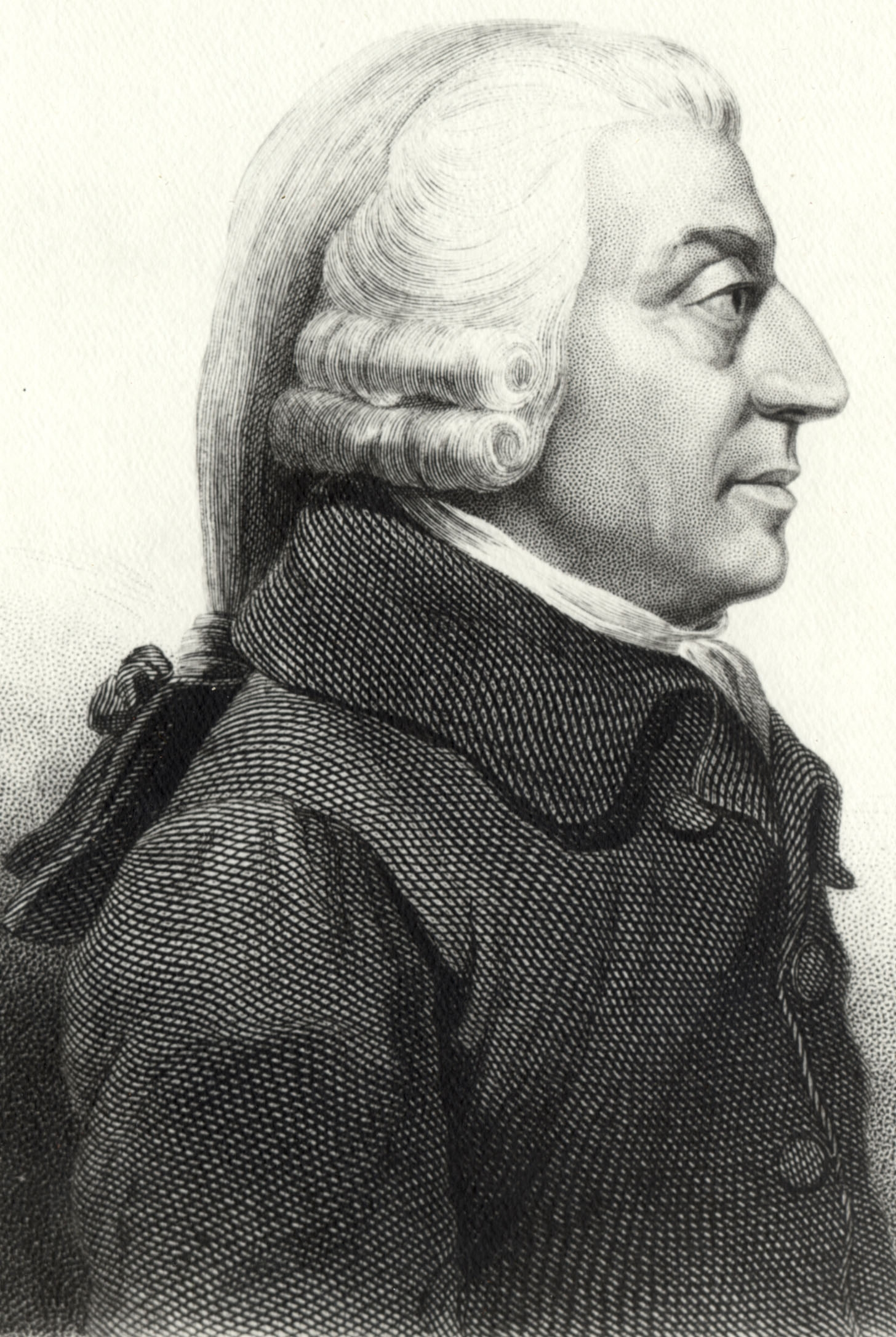
Adam Smith (1723 bis 1790)

Adam Smith untersucht in seinem Werk Der Wohlstand der Nationen, wie im Prozess der Kapitalakkumulation die kapitalistische Gesellschaft sich entwickelt. Smith sagt in seiner Einführung und zum Plan seines Werkes:

„Die jährliche Arbeit eines Volkes ist die Quelle, aus der es ursprünglich mit allen notwendigen und angenehmen Dingen des Lebens versorgt wird, die es im Jahr über verbraucht. Sie bestehen stets entweder aus dem Ertrag dieser Arbeit oder aus dem, was damit von anderen Ländern gekauft wird. […]

Die Ursachen dieser Verbesserung in den produktiven Kräften der Arbeit untersuche ich im ersten Buch, ebenso die Ordnung, nach der sich der Ertrag der Arbeit natürlicherweise auf die einzelnen Schichten und nach der sozialen Stellung der Menschen verteilt.“

Die Neigung zum Tausch gibt letztlich den Anstoß zur Herausbildung der Arbeitsteilung, die die Vielfalt der menschlichen Talente ausnützt und deren Grenze sich durch die Größe des Marktes ergibt. Wenn die Menschen nicht nur Überschüsse ihrer Produktion austauschen, sondern vom Austauschbaren leben, so entsteht eine „kommerzielle Gesellschaft“.
Das Wort „Wert“ hat zwei voneinander abweichende Bedeutungen: 1. die Nützlichkeit einer Sache, also den „Gebrauchswert“; 2. die Fähigkeit, mit Hilfe eines solchen Gegenstandes andere Güter im Tausch zu erwerben, also den „Tauschwert“. Daraufhin untersucht Smith dreierlei Fragen:
1. welches das richtige Maß für diesen Tauschwert ist;
2. aus welchen einzelnen Teilen sich dieser reale Preis zusammensetzt oder bildet;
3. unter welchen Umständen zuweilen einzelne oder alle diese Bestandteile über ihre natürliche oder normale Höhe steigen oder fallen, also welche Ursachen verhindern, dass der Marktpreis mit dem natürlichen Preis genau übereinstimmt.[21]

„[Es] ist der Wert einer Ware für seinen Besitzer, der sie nicht selbst nutzen oder konsumieren, sondern gegen andere tauschen möchte, gleich der Menge Arbeit, die ihm ermöglicht, sie zu kaufen oder darüber zu verfügen. Arbeit ist demnach das wahre oder tatsächliche Maß für den Tauschwert aller Güter.“

In „der untersten Entwicklungsstufe eines Landes“ gehört der gesamte Ertrag der Arbeit dem Arbeiter. In fortgeschritteneren Gesellschaften hat sich Kapital angesammelt. Die Kapitaleigner stellen sinnvollerweise nur dann Rohmaterialien und Unterhalt den Arbeitern zur Verfügung, wenn sie am Ertrag der Produktion beteiligt werden. Sie wollen einen Teil von dem, „was deren Arbeit [der Arbeiter] dem Material an Wert hinzufügt“. Schließlich, sobald in einem Land aller Boden in Privateigentum ist, möchten auch die Grundbesitzer ihren Anteil, die Grundrente.
Der durch die Arbeit bestimmte Wert der Güter teilt sich also von der Einkommensseite her auf in Lohneinkommen, Gewinneinkommen und Grundrente (was die Grundeigentümer bekommen).
Obwohl Smith also den Wert der Erzeugnisse auf die Arbeit zurückführt, sieht er es für notwendig an, dass die verschiedenen an der Produktion beteiligten Gruppen (Arbeiter, Kapitaleigner und Grundbesitzer), sich diesen Ertrag teilen. Andernfalls würden diese ihre Produktionsmittel nicht zur Verfügung stellen.
Smith behauptet, dass der Wert der Waren sich insgesamt auf die drei Einkommensarten „Grundrente, Arbeitslohn und Kapitalgewinn“ aufteilt. Einzelwirtschaftlich enthält der Wert zwar noch den Wert der Vorprodukte und den Verschleiß der eingesetzten Arbeitsmittel, da sich deren Wert aber genau so aufteilen lässt, löst sich gesamtwirtschaftlich der „Gesamtpreis“ schließlich „unmittelbar oder mittelbar“ in die drei Einkommensarten auf.
Diese Vorgehensweise wurde später von Karl Marx als fehlerhaft zurückgewiesen. Auch in der heutigen volkswirtschaftlichen Gesamtrechnung wird gesamtwirtschaftlich zwischen dem Produktionswert und, nach Abzug der Vorleistungen und Abschreibungen, dem Nettonationaleinkommen oder Volkseinkommen unterschieden.
Während zu Beginn des sechsten Kapitels Smith noch davon spricht, dass die Arbeit den Wert hinzufügt, von dem dann ein Teil Lohn, ein anderer Gewinn wird, und alle Bestandteile des Preises „mit Hilfe der Arbeitsmenge gemessen [werden], welche man mit jedem einzelnen Teil kaufen oder beanspruchen und einsetzen kann“, stellt er gegen Ende dieses Kapitels fest, dass es in einem entwickelten Land nur wenige Waren gäbe, deren Tauschwert ausschließlich durch Arbeit entsteht. „Rente und Gewinn sind durchweg stärker daran beteiligt.“
Smiths Thesen: 1. die Arbeit sei ursprünglich die Quelle allen Reichtums, 2. gute Böden seien die entscheidende Ursache für die schnelle Entwicklung von Kolonien, 3. Arbeit, Boden und Kapital trügen zur Wertschöpfung bei, hält Horst Claus Recktenwald nur für scheinbar widersprüchlich. Verwirrung und Verdrehung wären zu vermeiden gewesen, wenn Smith klarer seine jeweiligen entwicklungstheoretischen Annahmen expliziert hätte. Smiths Suche nach einem absoluten Wertmaß sei freilich völlig überflüssig.

## David Ricardo

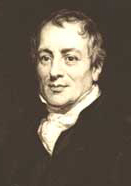
David Ricardo

David Ricardo eröffnet seine „Prinzipien“ mit der Feststellung, dass die AWT nur für Waren gilt, die durch menschlichen Fleiß und unter Konkurrenz hergestellt werden. Diese Waren machen aber einen immer größeren Teil der Wirtschaft aus. Der Tauschwert von seltenen Büchern, Statuen, Bildern, von besonderen Weinen und ähnlichem wird durch die AWT nicht erklärt. Außerdem ist Voraussetzung, damit eine Ware überhaupt einen Wert habe, dass sie Gebrauchswert besitze. Waren, die nicht nützlich sind, haben keinen Wert, gleichgültig wie viel Arbeit auf ihre Herstellung verwendet worden war.
Ricardo glaubt anders als Adam Smith nicht, dass ein „Urzustand“ angenommen werden könne, wo Waren nur durch Arbeit hergestellt wurden. Vielmehr haben auch die Jäger Pfeil und Bogen, also Produktionsmittel, verwendet. In die den Arbeitswert bestimmende Arbeitszeit muss eben auch anteilsmäßig die Arbeitszeit miteingehen, die in den Produktionsmitteln steckt. Eine Abänderung der AWT, wie von Smith angedeutet, ist dazu nicht erforderlich.
Ferner drücke sich Adam Smith ungenau aus, wenn er sage, dass der Wert einer Ware der Arbeit entspräche, die damit gekauft werden kann. Zunächst kann tatsächlich eine Ware, in der drei Stunden Arbeit stecken, gegen eine andere Ware mit ebenfalls drei Stunden Arbeitszeit getauscht werden. Es ergibt sich aber ein Problem, wenn Waren gegen „Arbeit“ getauscht werden, welche dann Waren mit einer höheren Wertsumme schafft. Ricardo schlussfolgert, dass der Wert der Arbeit gleich dem Wert derjenigen Waren ist, welche die Arbeiter zu ihrem Leben einschließlich Nachkommen brauchen. Ricardo stellt sich vor, dass sich dieser „natürliche Preis der Arbeit“, von welchem der Marktpreis der Arbeit vorübergehend abweichen kann, in einem malthusianischen Prozess durch Angebot und Nachfrage einstellt.
Ricardo zieht daraus den Schluss, dass höhere Löhne zu Lasten der Profite gehen, weil der Wert der Waren insgesamt durch die Arbeitszeit bestimmt ist, also nicht steigt, wenn die Löhne steigen. Bei Smith und Malthus fand Ricardo noch anderslautende Äußerungen.
Allerdings erkennt Ricardo, dass wenn die AWT unmittelbar gelten würde, in kapitalintensiven Branchen mit wenig Arbeitseinsatz (z. B. Brauereien) sich eine niedrige Profitrate ergäbe, während in arbeitsintensiven Branchen, Ricardo nennt das Schuhhandwerk, sich eine höhere Profitrate ergäbe. Warum sollte dann aber ein Kapitalist in Brauereien investieren? Es muss zu einem Ausgleich der Profitraten zwischen den Branchen kommen. Diese Preise, von Marx später Produktionspreise genannt, unterscheiden sich in bestimmter systematischer Weise von den Arbeitswerten. Außerdem zieht Ricardo aus diesen Überlegungen den Schluss, dass Lohnerhöhungen in kapitalintensiven Branchen die Preise senken, in arbeitsintensiven Branchen aber zu Preiserhöhungen führen. Die Feststellung, dass Lohnänderungen die Werte der Waren unverändert lassen, gilt also nur noch im gesamtwirtschaftlichen Durchschnitt.

### Marx’ Ricardo-Kritik
In Das Elend der Philosophie macht Marx gegen Pierre-Joseph Proudhon die Aufstellungen Ricardos als grundsätzlich theoretisch und empirisch adäquate Erklärung geltend. Schumpeter sah in Marx einen Schüler Ricardos. Genau genommen ist jedoch Marx bei seinem Studium der Politischen Ökonomie vom Werk Ricardos als dem Stand der Wissenschaft ausgegangen.

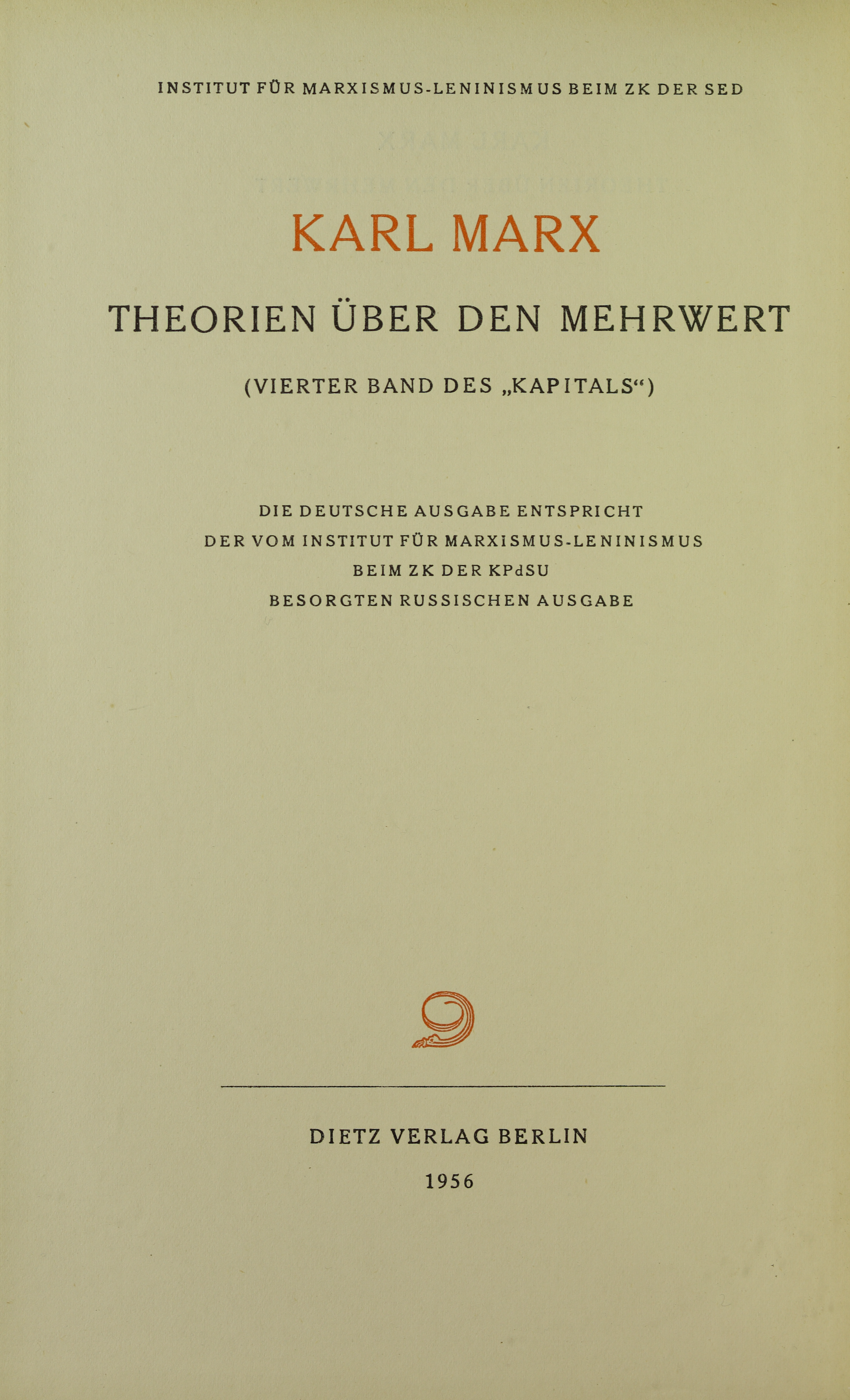
Karl Marx, Theorien über den Mehrwert, 1956

Erst in den Theorien über den Mehrwert setzt sich Marx auch mit Ricardos inneren Widersprüchen eingehender auseinander. Ricardo untersucht vorwiegend die Veränderungen im quantitativen Verhältnis der Tauschwerte unter der Voraussetzung der Arbeit als Grundlage des Tauschwerts und in Abhängigkeit unterschiedlicher, empirisch feststellbarer Faktoren und Bedingungen der Wirtschaft. Er nimmt dabei Lohn, Profit und Rente unvermittelt aus der sozialen Wirklichkeit als fixe und historisch unveränderliche Kategorien auf, an denen er lediglich quantitative Betrachtungen anstellt. Marx kritisiert dies Vorgehen als ahistorisch und stellt dem die Wertform-Analyse gegenüber.
Bei Ricardo gibt es auch keine Unterscheidung zwischen Arbeit und Arbeitskraft. Letztere wird von den Lohnarbeitern wie eine Ware verkauft. Der Wert der Ware Arbeitskraft bestimmt sich nach der Arbeitswertlehre als die zu ihrer Erhaltung notwendige Arbeitszeit. Da die Arbeiter länger, also auch unbezahlt arbeiten – sonst werden sie gar nicht erst eingestellt –, entsteht während dieser Mehrarbeitszeit ein Mehrwert.

### Neoricardianische Schule
In neuerer Zeit haben Piero Sraffa und die neoricardianische Schule den theoretischen Ansatz von Ricardo weitergeführt, haben dabei aber an der AWT nicht festgehalten.
Piero Sraffa geht von „Produktionskoeffizienten“ aus: Wie viel Räder beispielsweise müssen vom Wirtschaftszweig „Räderproduktion“ an den Wirtschaftszweig „Autoproduktion“ geliefert werden, um eine bestimmte Menge an Autos zu produzieren? Die gesamte Produktion einer Volkswirtschaft ist so durch diese Produktionskoeffizienten bestimmt. Mathematisch lässt sich berechnen, in welchem Verhältnis die verschiedenen Wirtschaftszweige zueinander stehen müssen, damit alle gleichmäßig wachsen können. Dabei ergibt sich: je mehr Güter für die Löhne „verloren“ gehen, desto niedriger sind die Profite, mit denen die Produktionserweiterung finanziert wird, desto geringer ist das Wirtschaftswachstum. Es besteht also ein Zielkonflikt zwischen möglichst hohem Wirtschaftswachstum (gegebenenfalls möglichst raschem Abbau von Arbeitslosigkeit) und möglichst hohen Löhnen.
Dass die Profitrate sinke, wenn die Löhne steigen, vertrat schon Ricardo, weshalb die Sraffa-Schule auch als „neoricardianische Schule“ bezeichnet wird.
Das Sraffa-Modell kann mit Hilfe von Matrizenrechnung genauer untersucht werden. Insbesondere lassen sich die Arbeitswerte berechnen, also nicht nur die Arbeit, die unmittelbar im Produktionsprozess in die Güter eingeht, sondern auch die Arbeit, die mittelbar über die Produktionsmaterialien in die Endprodukte eingeht. Dies machte die Sraffaschule attraktiv für die marxistische Ökonomie. Allerdings kann dies mit jedem anderen Produktionsmittel genauso gemacht werden, es lassen sich beispielsweise auch „Stahlwerte“ berechnen. Von der Sraffaschule wird die AWT nicht einfach für falsch befunden; es gibt nur keinen Grund, die Werte gerade an den Arbeitszeiten festzumachen anstatt an irgendeinem anderen Produktionsmittel. Das kritische Argument von Seiten der Neoricardianer läuft somit darauf hinaus, dass die AWT überflüssig (redundant) sei.

„Die Tatsache, daß zur Bestimmung der Arbeitswerte und der Produktionspreise die exakt gleichen Daten vorhanden sein müssen, begründet unabhängig von der Möglichkeit einer Arbeitswerttheorie ihre prinzipielle Irrelevanz.“

Eberhard Feess-Dörr argumentiert dann aufgrund des Okishio-Theorems, dass Marx’ Gesetz des tendenziellen Falls der Profitrate logisch defekt sei. Letzter Grund des Irrtums liege indes in Marx’ Mehrwerttheorie und in seiner von Ricardo abweichenden Variante der AWT.
Ähnlich wie Ricardo kennt auch die neoricardianische Schule nicht die Unterscheidung zwischen Arbeit und Arbeitskraft, eine Unterscheidung, die von Kritikern der neoricardianischen Schule als wesentlich betrachtet wird.

## Karl Marx
Die klassische Arbeitswerttheorie, wonach ein Produkt aufgrund der in ihm vergegenständlichten Arbeit „einen Wert hat“, war zu Marx’ Lebzeiten die herrschende Auffassung der politischen Ökonomie. Marx kritisiert an dieser Arbeitswertlehre, dass die schlichte Bestimmung eines Produktenwerts durch Arbeit letztlich oberflächlich bleibe:

„Die politische Ökonomie hat nun zwar, wenn auch unvollkommen, Wert und Wertgröße analysiert und den in diesen Formen versteckten Inhalt entdeckt. Sie hat niemals auch nur die Frage gestellt, warum dieser Inhalt jene Form annimmt, warum sich also die Arbeit im Wert und das Maß der Arbeit durch ihre Zeitdauer in der Wertgröße des Arbeitsprodukts darstellt?“

Für Marx ist es keineswegs selbstverständlich, dass sich die Arbeit im Wert einer Ware darstellt. Vielmehr kritisiert er die bürgerlichen Ökonomen, weil Formeln wie „Arbeitswert“ „ihrem bürgerlichen Bewußtsein für selbstverständliche Naturnotwendigkeit“ gelten [Marx: Das Kapital. MEW Band 23, S. 95.]
Marx ging es nicht in erster Linie darum, die klassische Arbeitswerttheorie zu verbessern, um den Arbeitswert zu „beweisen“ – ein wissenschaftlicher Beweis der Arbeitswerttheorie ist ihm zufolge nicht erforderlich:

„Das Geschwätz über die Notwendigkeit, den Wertbegriff zu beweisen, beruht nur auf vollständiger Unwissenheit, sowohl über die Sache, um die es sich handelt, als die Methode der Wissenschaft.“

Stattdessen ging es Marx um die Fragen, warum überhaupt die ökonomische Kategorie „Wert“ existiert, wie sich dieser Wert konstituiert, und warum bei kapitalistischer Produktionsweise „Arbeit“ wertbildend ist. In seinen ökonomischen Schriften Grundrisse der Kritik der politischen Ökonomie, Zur Kritik der politischen Ökonomie und Das Kapital zeigte Marx auf, wie in dialektischer Weise einerseits diese Fragen nicht beantwortet werden können, ohne das Wesen des Werts zu klären, während andererseits das Wesen des Werts sich erst aus den Antworten auf die gestellten Fragen ergibt.
Marx’ Antworten stehen teilweise in direktem Widerspruch zur klassischen Arbeitswertlehre, und zwar dort, wo er ihre Mängel aufdeckt und wo er durch seinen nach langer Forschung errungenen Ausgangspunkt – der zwieschlächtigen Natur der menschlichen Arbeit – diese Mängel mit einer systematischeren Darstellung überwindet, so dass seine Arbeitswertlehre eine eigenständige Theorie darstellt:
1. Der Wert der Produkte wird nicht durch die wirklich für sie aufgewandte Arbeit bestimmt, sondern durch das Maß „abstrakter Arbeit“, als deren Vergegenständlichung er gilt. Dieser Begriff abstrahiert vom konkreten Charakter der Arbeit, sei es nun „Tischlerarbeit“, „Bauarbeit“ oder „Spinnarbeit“. „Die Arbeit jedoch, welche die Substanz der Werte bildet, ist gleiche menschliche Arbeit, Verausgabung derselben menschlichen Arbeitskraft.“ (Das Kapital. MEW 23,53) Abstrakte Arbeit bildet nach Marx die qualitative Grundlage für den Wert, dessen Größe (Quantität) durch die gesellschaftlich notwendige Arbeitszeit bestimmt ist, die eine Durchschnittsarbeitskraft braucht, um die Produkte unter normalen Produktionsbedingungen herzustellen.
2. Bezugnehmend auf die Erstauflage des "Kapital" von 1867 argumentieren manche Interpreten wie folgt: Da „abstrakte Arbeit“ nur eine theoretische Kategorie ist, aber kein Produzent tatsächlich abstrakte Arbeit leistet, ist der darauf gegründete (Arbeits-)Wert auch selbst ein bloßes Gedankending. Im Gegensatz zu den Vertretern der klassischen Arbeitswertlehre ist der Wert nach Marx deshalb keine den Produkten tatsächlich zukommende Eigenschaft, sondern lediglich der Ausdruck eines Verhältnisses:

„Ein Arbeitsprodukt, für sich isoliert betrachtet, ist also nicht Werth, so wenig wie es Waare ist. Es wird nur Werth, in seiner Einheit mit andrem Arbeitsprodukt, oder in dem Verhältniß, worin die verschiedenen Arbeitsprodukte, als Krystalle derselben Einheit, der menschlichen Arbeit, einander gleichgesetzt sind.“

Im Kapital vergleicht Marx den Wert mit dem Wechselkurs: Ebenso wenig, wie z. B. eine Euro-Münze die Eigenschaft hat, einen Wechselkurs zu „haben“, sondern dieser nur ein Tauschverhältnis zwischen mehreren Währungen ausdrückt, hat ein Produkt an sich keinen „Wert“, egal wie viel Arbeit darauf verwandt wurde.
Demgemäß beschreibt Marx die Wertgegenständlichkeit der Waren als „phantasmagorische Form“ (Das Kapital. Band I., MEW 23, S. 86) oder bloß „gespenstige Gegenständlichkeit“ (Das Kapital. Band I., MEW 23, S. 52). Das erwähnte Verhältnis ist das Verhältnis einer Ware zu einer anderen Ware, mit der sie ausgetauscht wird, bzw. allgemein gesprochen das Verhältnis einer Ware zu einer bestimmten Menge Geld, gegen das sie getauscht wird. Der Wert wird erst im Austausch der Waren konstituiert.
Im "Kapital" von 1890 ist zu lesen, dass Marx den Wert als gesellschaftliche Eigenschaft der Waren definiert, die dem Tauschwert zugrunde liegt und die ein Reflex des Gemeinsamen der privatwirtschaftlichen Produktion darstellt, nämlich der Tatsache, dass auch unabhängig voneinander, aber arbeitsteilig agierende Produzenten im Marxschen Sinne abstrakt menschliche Arbeit leisten.
3. Daraus folgt, dass die ökonomische Kategorie „Wert“ nur in einer Gesellschaftsform Geltung hat, in welcher Waren zwischen den isolierten Produzenten ausgetauscht werden – im Gegensatz zu einer von vornherein unmittelbar gemeinschaftlichen Produktion und Verteilung der Güter. Dieser so ermittelte Wert hat deshalb nach Marx keine überhistorische Geltung für alle Gesellschaftsepochen, sondern lediglich für warenproduzierende und warentauschende Gesellschaften. Da vollständiger Warentausch nur dort stattfindet, wo auch die Arbeitskraft selbst zur Ware geworden ist, Letzteres aber gerade das Wesensmerkmal des Kapitalismus ist, hat die Wertberechnung nur für kapitalistische Gesellschaften allgemeine Geltung.

„Diese Wertberechnung selbst hat also zu ihrer Voraussetzung eine gegebne historische Stufe der gesellschaftlichen Produktionsweise und ist selbst ein mit derselben gegebnes, also historisches verhältnis“

4. Die ökonomische Kategorie „Wert“ löst in einer kapitalistischen Ökonomie das zentrale Allokationsproblem, also das Problem, wie die gesellschaftlich vorhandene Gesamtarbeit auf die verschiedenen Produktionssphären verteilt wird.

„Und die Form, worin sich diese proportionelle Verteilung der Arbeit durchsetzt in einem Gesellschaftszustand, worin der Zusammenhang der gesellschaftlichen Arbeit sich als Privataustausch der individuellen Arbeitsprodukte geltend macht, ist eben der Tauschwert der Produkte.“

5. Wesentlicher Bestandteil der Marx’schen Wertlehre ist seine Analyse der Wertform. Da der Wert durch den Tausch von Waren konstituiert wird, erscheint er zwangsläufig als Tauschwert. Als solcher kann er aber nicht an dem einzelnen Produkt selbst erscheinen. Seine einfachste Form nimmt der Tauschwert in einer Gleichung wie z. B. „1 Rock = 20 Ellen Leinwand“ an. Marx kristiert, dass diese Gleichung von seinen Vorgängern ausschließlich quantitativ betrachtet wurde, nämlich als Aussage „ein Rock ist genau so viel wert wie 20 Ellen Leinwand“, was nichts anderes besagt, als dass beide Warenmengen als Verausgabung der gleichen Menge abstrakter Arbeit gelten. Demgegenüber habe die genannte Gleichung auch eine qualitative Aussage, indem sie etwas über den Wert des Rocks aussage: „1 Rock ist 20 Ellen Leinwand wert“. „Leinwand“ wird dadurch zur Existenzform des im Rock enthaltenen Tauschwerts, der sich dadurch als etwas Selbständiges, außerhalb des Rockes Stehendes darstellt. Die Besonderheit liegt darin, dass sich der abstrakte Tauschwert des Rocks im konkreten Gebrauchswert der Leinwand ausdrückt. Dies bedeutet aber auch, dass sich die im Rock enthaltene abstrakte Arbeit als konkrete Arbeit „Leinweberei“ darstellt. Die Gleichung lautet nun: Im Rockwert enthaltene abstrakte Arbeit = Leinweberarbeit.
Wenn sich Leinwand nicht nur gegen Rock, sondern auch gegen alle anderen Produkte eintauscht, kann man umgekehrt bei jedem Produkt fragen: „Wie viel Leinwand ist dieses Produkt wert?“ Eine Ware, die sich wie im Beispiel die Leinwand gegen alle anderen Produkte austauschen lässt, ist allgemeines Äquivalent. Leinweberarbeit wird zur allgemein gültigen Erscheinungsform abstrakter Arbeit.

„Anders sobald die Leinwand allgemeines Aequivalent wird. Dieser Gebrauchswert in seiner besondren Bestimmtheit, wodurch er Leinwand im Unterschied zu allen anderen Warenarten, Kaffee, Eisen usw., wird jetzt die allgemeine Werthform aller anderen Waren und das allgemeines Aequivalent. Die in ihm dargestellte besondre nützliche Arbeitsart gilt daher jetzt als allgemeine Verwirklichungsform der menschlichen Arbeit, als allgemeine Arbeit.“

Abstrakte Arbeit ist somit einerseits die Grundlage der Wertgegenständlichkeit, andererseits lässt sie sich erst vollständig aus der Wertform herleiten.
Historisch war es nicht Leinwand, sondern Gold, das diese Funktion übernahm. An den allgemeinen Bestimmungen ändert sich dadurch nichts.
Das allgemeine Äquivalent ist gleichbedeutend mit „Geld“. Geld ist also logisch auf den Tauschwert zurückzuführen:

„Der von den Waren selbst losgelöste und selbst als eine Ware neben ihnen existierende Tauschwert ist – Geld.“

Marx’ Arbeitswertlehre ist daher wesentlich eine Analyse des Geldes. Dieses ist nicht nur, wie die klassische Ökonomie meint, ein „pfiffig ausgedachtes“ Mittel, um den Warenaustausch zu vereinfachen, sondern selbständige Existenzform des Wertes und Grundlage aller abstrakten Arbeit.

„Das Produkt wird zur Ware; die Ware wird zum Tauschwert; der Tauschwert der Ware ist ihre immanente Geldeigenschaft; diese ihre Geldeigenschaft löst sich von ihr als Geld los, gewinnt eine allgemeine, von allen besondren Waren und ihrer natürlichen Existenzweise gesonderte soziale Existenz; das Verhältnis des Produkts zu sich als Tauschwert wird sein Verhältnis zu einem neben ihm existierenden Gelde oder aller Produkte zu dem außer ihnen allen existierenden Geld. Wie der wirkliche Austausch der Produkte ihren Tauschwert erzeugt, so erzeugt ihr Tauschwert das Geld.“

6. Aus dem so verstanden „Wert“ leiten sich die weiteren Kategorien der kapitalistischen Produktionsweise ab: Mehrwert, Kapital, Profit, Klassen. Diese Kategorien sind logisch zwingende Folgen der Wert-Rechnung, die nicht aufgehoben werden können, ohne die Wertrechnung selbst aufzuheben:

„Es ist ein ebenso frommer wie dummer Wunsch, daß der Tauschwert sich nicht zum Kapital entwickle oder die den Tauschwert produzierende Arbeit zur Lohnarbeit.“

Marx’ Arbeitswertlehre ist damit eine grundsätzliche Kritik an einer Gesellschaft, die einer über den „Wert“ vermittelten Gesellschaftlichkeit bedarf.

### Warentausch
Wird ein Paar Schuhe gegen zwanzig Brote getauscht, entsteht die Gleichung 1 Paar Schuhe = 20 Brote. Dass Brote und Schuhe aber keineswegs gleiche Dinge sind, liegt auf der Hand. Wie Marx im Band 1 von Das Kapital feststellt, zerbrach sich schon Aristoteles, allerdings vergeblich, den Kopf darüber, wie zwei so unterschiedliche Dinge wie Polster und Häuser gleich sein können, was sie offensichtlich sind, wenn im Tausch fünf Polster einem Haus gleichgesetzt werden:
5 Polster = 1 Haus.
Was nach Marx diese Waren vergleichbar macht, ist die Tatsache, dass es sich bei allen Waren, so unterschiedlich sie auch sein mögen, um Produkte menschlicher Arbeit handelt. Allerdings ist die konkret aufgewandte Arbeit völlig verschieden. Die Schusterarbeit, die sich in einem Paar Schuhen darstellt, ist eine andere Arbeit als die Bäckerarbeit, die 20 Brote hervorbringt. Wenn ein Paar Schuhe gleichgesetzt wird einem Wert von 20 Broten, dann kann also auf keinen Fall die wirklich verausgabte Arbeit gleichgesetzt werden. Marx abstrahiert daher von der wirklichen Arbeit, indem er als wertbildend die „abstrakte“ Arbeit ansieht. Abstrakte Arbeit ist eine Abstraktion: Die wirklich konkrete Arbeit wird reduziert auf „Verausgabung von Muskel, Nerv, Gehirn“. Die Kategorie der „abstrakten Arbeit“ dient einzig dem Zweck, die Waren auf dem Markt miteinander austauschbar zu machen. Der Begriff „abstrakte Arbeit“ ist also ein Gedankending, der eine „gespenstige Gegenständlichkeit“ auf die Ware projiziert, so dass sie als „bloße Gallerte“ menschlicher Arbeit erscheint (Band 1, S. 53). Im ersten Beispiel sind ein Paar Schuhe 20 Brote wert, in einem Paar Schuh ist also genauso viel abstrakte, gesellschaftlich notwendige Arbeit vergegenständlicht wie in 20 Broten.(Marx meint, dass zu Aristoteles’ Zeiten diese Lösung noch nicht denkbar war, weil es noch nicht die „abstrakte Arbeit“ gab, also die Vorstellung von der Gleichheit aller menschlicher Arbeit. Diese Vorstellung ist erst das Produkt einer auf allgemeiner Warenproduktion basierenden Gesellschaft, während die in der Antike vorherrschende Sklavenarbeit gerade die Ungleichheit der Menschen und ihrer Arbeitskraft zur Basis hatte. Siehe Band 1, S. 74.)
In Gegensatz zu Adam Smith und Ricardo sieht Marx das Wertgesetz nicht als ein überhistorisch geltendes Naturgesetz an. Es ist weder eine Natureigenschaft der Arbeitskraft, Wert zu schaffen, noch eine Natureigenschaft von Produkten, Ware zu sein und folglich einen Wert zu besitzen.
Seine AWT ist deshalb nur auf bestimmte Bedingungen anwendbar, nämlich auf die kapitalistische Produktionsweise. Diese ist nach Marx dadurch gekennzeichnet, dass es allgemeine Warenproduktion gibt – alle Arbeitsprodukte nehmen Warenform an – und dass die Arbeitskraft selbst als Ware gehandelt wird. Letzteres ist nur deshalb möglich, weil eine Klasse, die Bourgeoisie, im Besitz der Produktionsmittel (Fabriken, Grundstücke, Materialien, Geld) ist, während die andere Klasse, die freien Lohnarbeiter, ihre Arbeitskraft verkaufen muss, um ihren Lebensunterhalt zu verdienen.
Die Arbeiter tauschen also ihre Arbeitskraft wie eine Ware W gegen Geld G, das sie dann wiederum in Waren W tauschen, die sie zum Leben brauchen: W-G-W.
Umgekehrt bei den Kapitalisten: Sie kaufen mit Geld G Waren W (Produktionsmittel und Arbeitskraft), um damit einen Produktionsprozess in Gang zu setzen, der zur Erstellung neuer Güter führt, die dann wiederum gegen Geld G als Waren verkauft werden: G-W-G oder G-W-P (Produktionsprozess) –W-G.
Für die Kapitalisten ist dies aber nur dann sinnvoll, wenn sie am Schluss mehr Geld einnehmen, als sie anfangs investiert haben. Da trifft es sich gut, dass die Arbeiter von etwas leben müssen. Sie sind als doppelt freie Lohnarbeiter gezwungen, ihre Arbeitskraft zu verkaufen. Doppelt frei, weil sie unter keiner persönlichen Herrschaft stehen und von den Mitteln zur Produktion mit dem Ziel, ihre Bedürfnisse zu befriedigen, getrennt sind.
Das besondere an der Ware Arbeitskraft ist, dass sie mehr Wert produzieren kann, als sie selbst wert ist. Dies geht, weil die Arbeit diese Fähigkeit als Gebrauchswert besitzt. Der Wert der Arbeitskraft bestimmt sich wie der jeder anderen Waren durch die gesellschaftlich notwendige Arbeitszeit, die zur Produktion der Arbeitskraft nötig ist, also durch die Arbeitszeit, die notwendig ist, um die Waren herzustellen, welche die Arbeiter benötigen, um ihre Arbeitskraft zu reproduzieren. Was jedoch gesellschaftlich notwendig ist, hängt von der Produktivkraft ab und von dem, was Arbeiter und Kapitalisten im Klassenkampf aushandeln.
In welchem Verhältnis tauschen sich nun die Waren (Tauschwert der Ware)? Übernimmt eine Ware, etwa Gold, die Aufgabe der Geldware, stellt sich die Frage, in welchem Verhältnis sich die Waren zum Geld tauschen (Preis als besonderer Tauschwert). Da die Kapitalisten die Ausbeutung der Arbeiter maximieren wollen und dabei miteinander konkurrieren, ergibt sich (als erste Lösung), dass die Waren sich im Verhältnis zur Arbeitszeit tauschen, die normalerweise im Durchschnitt gesellschaftlich notwendig ist, um diese Waren herzustellen. Tatsächlich wird nie genau gemäß den Arbeitswerten getauscht, da sie sich laufend ändern und nicht bekannt sind. Die Arbeitswerte sind vielmehr Gravitationszentren, um welche die tatsächlichen Preise (die Werte als Tauschwert der Waren in Geld ausgedrückt) schwanken.
Damit kommt dem Geld eine besondere Bedeutung zu, weil nur nach Bezahlung in Geld die Tauschpartner wissen, welchen Wert die Ware nun praktisch hatte, gleichgültig ob dieser Wert seinem unbekannten theoretischen Arbeitswert nun genau entspricht oder nicht.
Der Wert des Mehrprodukts ist der Mehrwert. Der Lohn ist das variable Kapital v. Zusammen mit dem Mehrwert m bildet es den Neuwert m+v (Wertschöpfung). Der Wert der Waren, welche die Kapitalisten voneinander als Produktionsmittel kaufen (Maschinen, Gebäude, Materialien usw.) ist das konstante Kapital c.
Marx definiert die Mehrwertrate als m / v (Mehrwert im Verhältnis zum variablen Kapital), die Profitrate als m / (c+v) = (m/v) / (c/v + 1) (realisierter Mehrwert im Verhältnis zum gesamten investierten Kapital).
Das Verhältnis des konstanten Kapitals c zum variablen Kapital v bezeichnet Marx in Band I von Das Kapital (MEW 23, S. 640) als Wertzusammensetzung des Kapitals.

### Gesellschaftlich notwendige Arbeit
Als gesellschaftlich notwendige Arbeit bezeichnet Marx die Menge Arbeit (Arbeitszeit), welche mit allgemein verfügbarer Technologie für die Herstellung einer Wareneinheit aufgewandt werden muss. Gleiche Waren, die mit höherem Aufwand hergestellt wurden, haben daher keinen höheren Wert. Deren Produzenten können sich ggf. nicht dauerhaft reproduzieren und scheiden langfristig aus der Wertbildung aus. Waren, die mit geringerem Aufwand hergestellt werden, sind (noch) nicht allgemein verfügbar.
Der Rahmen der Verfügbarkeit schafft ggf. gewisse Abweichungen.
Der Wert von 1 Paar Schuhen wird also nicht dadurch bestimmt, wie viel Arbeit ein konkreter Schuhmacher benötigt, sie herzustellen, sondern dadurch, wie viel Arbeit ein durchschnittlicher Schuhmacher mit üblichem Werkzeug benötigt, um ein vergleichbares Paar Schuhe anzufertigen.
Der im Produktionsprozess entstandene oder „gesetzte“ Wert muss erst noch im Zirkulationsprozess auf dem Markt „realisiert“ werden, die Waren müssen zu ihrem Wert verkauft werden. Der realisierte Wert kann kleiner oder größer ausfallen als der produzierte. Selbst wenn also technisch richtig produziert wurde, muss der produzierte Wert auf dem Markt nicht realisiert werden.

### Abstrakte und konkrete Arbeit
Analog dem Doppelcharakter des Warenwertes als Gebrauchswert und Tauschwert hat die Arbeit zwei Seiten, „konkrete Arbeit = Gebrauchswert herstellend“ und „abstrakte Arbeit = Tauschwert bildend“.

„Während sich die Tauschwert setzende Arbeit in der Gleichheit der Waren als allgemeine Äquivalente verwirklicht, verwirklicht sich die Arbeit als zweckmäßige produktive Tätigkeit in der unendlichen Mannigfaltigkeit ihrer Gebrauchswerte.“

Kritiker der Arbeitswerttheorie (z. B. Joan Robinson und Jürgen Habermas) sehen Wissenschaft und Technik ebenfalls als Quelle von Wert. Marx weist dies als Theoriefehler zurück. Er meint, dass all diese Anschauungen nicht abstrakte Arbeit erfassen, wie sie Quelle des Tauschwerts ist, sondern konkrete Arbeit als Quelle stofflichen Reichtums, kurz nützliche Arbeit, die Gebrauchswerte hervorbringt.

### Einfache und komplizierte Arbeit
Dass sich der Wert einer Ware tendenziell auf das geleistete Quantum abstrakter Arbeit (im Wesentlichen die Arbeitszeit) reduziert, hat paradoxe Folgen. So glaubt man, dass eine komplizierte Arbeit einen höheren Wert erzeugt als eine einfache Arbeit. Erzielt ein Mikroskop einen tausendfach höheren Wert als ein Brot, möchte man aus der Anschauung diesen höheren Wert der Kompliziertheit der Arbeit zurechnen. Tatsächlich liegt der Grund jedoch in dem tausendfach höheren Arbeitquantum, welches (einschließlich aller Vorprodukte und Ausbildungsaufwand) im Mikroskop vergegenständlicht ist. Wenn durch Automatisierung das Mikroskop mit demselben Arbeitsquantum herzustellen wäre, fiele es auf den Wert eines Brotes.
Marx betont, dass sich die Reduktion von komplizierter Arbeit auf einfache Arbeit (wertbildende abstrakte gesellschaftliche Arbeit) ganz praktisch (und hinter dem Rücken der Beteiligten) vollzieht.

### Tauschwert
Als Tauschwert führt Marx die individuelle Relation ein, welche die Waren je zueinander auf dem Markt einnehmen, „sich vergleichen“. Der Tauschwert setzt Warenbesitzer als Privateigentümer voraus, die auf Grundlage je eigener Rechnung ihre Waren als Zugriff auf andere Waren benutzen und sie dem Gebrauch bis zum Tausch entziehen.
Durch die Verallgemeinerung des Bezuges jeder auf jede Ware, also aller Tauschwerte, wird eine allgemeine Eigenschaft aller Waren sichtbar, sich auf alle anderen Waren beziehen zu können, sich in ihnen „auszudrücken“. Diese Eigenschaft nennt Marx den Wert, quasi als Verallgemeinerung aller Tauschwerte. Ausdruck findet der Wert im Bezug aller Waren auf das Geldäquivalent (Preis). Der Tauschwert dient Marx zur Feststellung des Tauschaktes (d. h. nicht der Arbeit) als Ausgangspunkt der Wertbildung.

### Kapital und Arbeitskraft
Genau wie Ware und Geld ist für Marx’ AWT die Kategorie „Kapital“ nicht einfach ein empirisch vorfindbares Produktionsmittel oder ein „Kapitalgut“, sondern ein gesellschaftliches Verhältnis. Die soziale Kategorie Kapital wird abgeleitet aus den ursprünglicheren Kategorien Ware und Geld, wie sie in der einfachen Warenzirkulation W-G-W auftreten. Die Geldform, wie sie sich hier gebildet hat, ist die erste Erscheinungsform von Kapital. Die einfache Zirkulation kann sich nämlich umbilden zu G-W-G': kaufen, um teurer zu verkaufen. Das hierbei eingesetzte Geld wird zum Kapital; der bewusste Träger dieser Zirkulationsweise zum Kapitalisten. Historisch handelt es sich hierbei zunächst um Handels- oder Wucherkapital.
Dass es bei G-W-G' überhaupt zu einem Mehrwert kommen kann, ist besonders erklärungsbedürftig, da ja unter den Annahmen der AWT Äquivalente getauscht werden, d. h. keiner der Tauschenden übervorteilt den anderen.
Mehrwert wird geschaffen, sobald das Kapital eine Ware vorfindet, die den besonderen Gebrauchswert aufweist, selbst Quelle von Neuwert zu sein. Diese besondere Ware ist die Arbeitskraft der Lohnarbeiter.

„Zur Verwandlung von Geld in Kapital muß der Geldbesitzer also den freien Arbeiter auf dem Warenmarkt vorfinden, frei in dem Doppelsinn, daß er als freie Person über seine Arbeitskraft als seine Ware verfügt, daß er andrerseits andre Waren nicht zu verkaufen hat, los und ledig, frei ist von allen zur Verwirklichung seiner Arbeitskraft nötigen Sachen.“

### Arbeitskraft allein Quelle von Wert
Joan Robinson argumentiert in ihrem Essay on Marxian Economics (1942), dass eine Werttheorie das index number problem umgehen könne (siehe ein analoges Messproblem bei: Kapitalkontroverse). Sie glaubt indes, eine Theorie, die zu sagen zwingt, dass Kapital unproduktiv sei, könne das Problem nur verdunkeln.
Robinson bewertet Marx’ Wertform-Analyse als „rein dogmatisch“.
Neben philosophischen und politischen behauptet Marx jedoch auch zwingende ökonomisch-theoretische Gründe, den ökonomischen Wert auf Verausgabung der Arbeitskraft zu beschränken. Bei Marx’ Kapitalbegriff ist der Doppelcharakter der Arbeit wesentlich: 1. Gebrauchswert produzierend, 2. Werte produzierend. Die produktiven Potenzen der Produktionsmittel (auch hierbei übersieht Robinson den Unterschied zwischen Kapital als Ansammlung von Gebrauchswerten und den als Wertsumme) gehören für Marx auf die Seite der Gebrauchswerte. Im letzteren Sinne sieht sehr wohl auch Marx die Arbeit nicht als die einzige „Springquelle allen Reichtums“.
Die Begründung dafür, dass er ausschließlich die Arbeitsverausgabung als Quelle des in den Tauschwerten sich darstellenden Wertes zu berücksichtige, nimmt Marx sich aus der Kreislaufbetrachtung des Wirtschaftsprozesses. So wie François Quesnay in seinem Tableau économique die Verteilung der Produkte landwirtschaftlicher Arbeit auf den Wirtschaftskreislauf betrachtete, so betrachtet Marx in seinem Reproduktionsschema im II. Band, Das Kapital die Verteilung der allgemein produktiven Arbeit durch die einzelnen Tauschakte in der Gesellschaft. Die gesellschaftlich verwendete Wertdimension, womit die abstrakte Arbeit dabei beurteilt wird, gewinnt Marx aus der Wertformanalyse: der Wert ist die abstrakteste Form des Geldes als des Tauschvermittlers. Derselbe Wert übt die Zentralfunktion im Kreislauf- und Akkumulationsprozess aus.
In den Grundrissen führt Marx aus, dass der einzige Gebrauchswert, der einen Gegensatz zum Kapital bilden kann, „die Arbeit (und zwar die wertschaffende, i.e. produktive Arbeit)“ ist. Das Kapital sei vergegenständlichte Arbeit, dem die nicht vergegenständlichte, die „Arbeit als Subjektivität“ gegenüber stehe. Der Wert der Waren wird dann bestimmt durch das „Quantum vergegenständlichter Arbeit“.
Zwar sind neben Arbeitskraft auch andere Produktionsmittel zur Herstellung der Produkte notwendig, doch die gesellschaftliche Besonderheit der Ware Arbeitskraft besteht darin, dass sie im Unterschied zu den anderen Produktionsmitteln von den Lohnarbeitern verkauft wird. Die Lohnarbeiter müssen ihren Lebensunterhalt bestreiten, indem sie ihre Arbeitskraft, die einzige Ware, über die sie verfügen, an die Kapitalisten verkaufen. Infolgedessen kann ihnen ein Lohn aufgezwungen werden, dessen Höhe sich danach richtet, was sie zum Lebensunterhalt benötigen. Was sie darüber hinaus produzieren, wird von den Kapitalisten als Mehrwert angeeignet.
Würden Arbeiter nicht als freie Lohnarbeiter, sondern als Sklaven, ähnlich wie Roboter oder Arbeitstiere eingesetzt, würde die Mehrarbeit nicht als Profit, sondern unmittelbar wie Sklavenarbeit angeeignet, gleichgültig ob Werte durch die Arbeitszeit gemessen werden oder nicht. Albert Einstein hierzu: „Es ist wichtig zu verstehen, dass … die Bezahlung des Arbeiters sich nicht nach dem Wert seines Produktes bestimmt.“ Sklaven gehören wie Arbeitstiere oder Maschinen zum konstanten Kapital. Bei Marx heißt es hierzu: „Im Sklavensystem spielt das Geldkapital, das im Ankauf der Arbeitskraft ausgelegt wird, die Rolle von Geldform des fixen Kapitals, das nur allmählich ersetzt wird, nach Ablauf der aktiven Lebensperiode des Sklaven.“

### Transformation der Werte in Preise
Siehe Artikel Produktionspreis und Transformationsproblem

### Die „klassische Kontroverse“: Böhm-Bawerk / Hilferding
Eugen Böhm von Bawerk hat nicht lange nach Erscheinen des III. Bandes des Kapital, welcher nach Marx’ Tod durch Friedrich Engels redigiert und herausgegeben worden war, das marxsche Gesamtwerk, insoweit hiermit veröffentlicht, einer umfassenden Kritik unterzogen.
Von Seiten der zeitgenössischen Marxisten hat Rudolf Hilferding auf Böhm-Bawerks Kritik geantwortet.
Siehe dazu im Einzelnen die Böhm-Bawerk/Hilferding-Kontroverse

## Theorievergleich
“Modern economics, as practiced by professional scholars, embodies confusions that are fundamental methodological. These have their historical foundations in the failure of economists to establish an effective synthesis between the objective and the subjective theories of value.”

„Die moderne Ökonomie, wie sie von professionellen Wissenschaftlern praktiziert wird, verkörpert Verwirrungen, die grundlegend methodisch sind. Diese haben ihre historischen Grundlagen darin, dass Ökonomen es versäumt haben, eine effektive Synthese zwischen den objektiven und den subjektiven Werttheorien herzustellen.“

Der „objektiven“ Wertlehre steht die „subjektive“ Wertlehre gegenüber. Um über deren jeweilige Vorzüge oder Nachteile zu urteilen, drängt sich ein Theorievergleich auf. Am Endpunkt eines solchen Vorgehens könnte ein Integrationsversuch stehen.
Man muss jedoch sehen, dass hierbei erst einmal völlig disparate Theorieperspektiven und Terminologien aufeinander prallen. Schumpeter hielt die AWT nicht wie andere Grenznutzentheoretiker für schlechthin falsch, sondern nur für einen Spezialfall. Marx indes hält allein schon die Rede von Produktionsfaktoren für Vulgärökonomie; denn in der Ökonomie gehe es nicht um eine „Astronomie der Güterbewegungen“, sondern um die sozialen Beziehungen und Austauschprozesse zwischen Menschen. Unter diesen Vorbehalten muss man einen Versuch lesen, der beide Werttheorien aufeinander zu beziehen unternimmt.

### Vollauslastung des knappen Produktionsfaktors
Geht man von der Vollauslastung des Produktionsfaktors Arbeit aus, ergeben sich „Arbeitswerte“. Zieht man Arbeit von der Produktion eines Gutes ab, um mit dieser Arbeit mehr von einem anderen Gut zu produzieren, dann „tauschen“ sich diese beiden Gütermengen gemäß der zu ihrer Produktion nötigen Arbeitszeit. Unterstellt man, dass Märkte zu einer Vollauslastung des Produktionsfaktors Arbeit führen, dann können die Tauschverhältnisse der Märkte bzw. diese „Arbeitswerte“ durch eine Transformationskurve dargestellt werden.

#### Andere Produktionsfaktoren
Allerdings können neben Arbeit auch andere Produktionsfaktoren den knappen Faktor bilden, z. B. der Produktionsfaktor Boden. Dann würden sich gemäß einer Transformationskurve „Bodenwerte“ ergeben. Wieder anders ist es, wenn mehrere Produktionsfaktoren in der Produktion zusammen wirken und der eine Faktor durch einen anderen substituiert werden kann, wenn z. B. weniger Arbeit, dafür mehr Maschinen eingesetzt werden.

#### Marginalprinzip
Wird beispielsweise die Produktion von Gut 1 von 100 auf 99 Produkte vermindert, dann werden so (beispielhafte Annahme) vom Produktionsfaktor Arbeit 10 Arbeitsminuten weniger und vom Produktionsfaktor Boden 8 Dezimeter weniger benötigt. Diese freigesetzten Kapazitäten können jetzt dazu dienen mehr von Gut 2 zu produzieren, also beispielsweise statt bisher 140 Produkte jetzt 147 Produkte von Gut 2.
Es werden also ein Produkt von Gut 1 gegen 7 Produkte von Gut 2 „getauscht“. Sowohl für ein Produkt von Gut 1 als auch für 7 Produkte von Gut 2 werden 10 Arbeitsminuten und 8 Dezimeter Boden benötigt. Es gelten sozusagen zwei Wertgesetze gleichzeitig. Die Güter tauschen sich sowohl gemäß der für die Produktion benötigten Arbeitszeit als auch gemäß dem zur Produktion benötigten Boden. Dem Produktionsfaktor Arbeit kommt keine besondere Vorrangstellung zu, was ein Einwand gegen die Arbeitswertlehre ist.
Diese benötigten Einsatzmengen werden in der Regel auch als abhängig von der Produktionsmenge angenommen. Wird beispielsweise die Produktion von Gut 1 von 50 auf 49 Produkte vermindert, dann werden jetzt z. B. sechs Minuten Arbeitszeit und fünf Dezimeter Boden frei, womit dann die Produktion von Gut 2 vielleicht von 90 auf 100 erhöht werden kann. Eine „Arbeits-“ oder „Bodenwertlehre“ gilt strenggenommen nur marginal, für die jeweils zuletzt gerade noch produzierten Produkte (siehe Grenzproduktivität).

### Nutzenfunktion bzw. subjektive Wertlehre
In der Mikroökonomie ist die verfügbare Arbeitsmenge nicht einfach gegeben, sondern selbst das Ergebnis eines subjektiven Entscheidungsprozesses der Haushalte. Die Haushalte teilen die ihnen zur Verfügung stehende Gesamtzeit (24 Stunden am Tag) auf Freizeit und auf Arbeitszeit auf. Die Freizeit schafft unmittelbar Nutzen, die Arbeitszeit schafft indirekt Nutzen, weil durch sie Geld verdient wird, mit dem zu gegebenen Preisen Konsumgüter gekauft werden können, die dann das Nutzenniveau des Haushalts erhöhen.
Die Optimierungsaufgabe für die Haushalte besteht darin, gemäß ihrer Nutzenfunktion ihre Gesamtzeit so auf Freizeit und Arbeitszeit aufzuteilen, dass das Nutzenniveau durch die so gewählten Mengen an Freizeit und Konsumgütern maximiert wird.
Die Zielfunktion, die es zu maximieren gilt, sind die subjektiven Nutzenfunktionen der Haushalte oder eine gemeinsame Nutzenfunktion des Gemeinwesens (demokratisch oder diktatorisch festgelegt). Auch in diesem Falle ergeben sich aber bei effizientem Einsatz des Produktionsfaktors Arbeit „Tausch“-Verhältnisse gemäß den benötigten Arbeitszeiten (genau genommen den benötigten marginalen Arbeitszeiten) oder „Arbeitswerte“. Maßgebliche Zielfunktion ist aber der Nutzen. Michael Heinrich bezeichnet das Zusammenwirken von subjektivem Nutzen und Arbeitswertlehre als „subjektive Arbeitswertlehre“.

### Zwischenergebnis
Würde man beobachten, dass sich auf den Märkten Waren im Verhältnis zur zu ihrer Herstellung notwendigen Arbeitszeit tauschten, widerspräche dies nicht der orthodoxen Lehrmeinung mit folgenden Einschränkungen:
1. Nach dem Marginalprinzip ist nicht die durchschnittliche Arbeitszeit, sondern die Grenz- oder marginale Arbeitszeit zugrunde zu legen, das heißt, die Arbeitszeit, die notwendig ist, um gerade noch das letzte Stück produzieren zu können. Dabei wird angenommen, dass ceteris paribus ab einer bestimmten Produktionsmenge diese Arbeitszeit immer länger wird.[76]
2. Im mikroökonomischen totalen Gleichgewicht, im Paretooptimum, gilt dies nicht nur für den Produktionsfaktor Arbeit, sondern simultan für alle Produktionsfaktoren. Arbeit ist also nicht besonders hervorgehoben.
3. Zudem wird bei Nutzenmaximierung so getauscht, dass der entgangene Nutzen, indem ein Gut weggegeben wird, gerade dem Nutzenzuwachs des so eingetauschten Gutes entspricht.

### Besonderheiten bei Marx
Marx führt die Unterscheidung zwischen Arbeit und Arbeitskraft ein. Letztere wird von den Lohnarbeitern als Ware verkauft. Der Wert der Ware Arbeitskraft bestimmt sich nach der Arbeitswertlehre als die zu ihrer Erhaltung notwendige Arbeitszeit. Da die Arbeiter länger, also auch unbezahlt arbeiten – sonst werden sie gar nicht erst eingestellt –, entsteht während dieser Mehrarbeitszeit der Mehrwert.
Kapitalistisches Handeln ist nun auf Gewinnung von Mehrwert gerichtet. Der Mehrwert steht im Mittelpunkt, nicht Nutzenfunktionen. Insbesondere sei die Aufteilung der Zeit auf Arbeitszeit und Freizeit nicht das Ergebnis einer freien Entscheidung der Arbeiter selbst, die so ihre Nutzenfunktion maximieren (subjektive Wertlehre), sondern das Ergebnis eines Klassenkampfes zwischen Kapitalisten, die an einer möglichst langen Arbeitszeit interessiert sind, und Arbeitern, die die zu leistende Arbeitszeit zugunsten von Freizeit möglichst gering halten wollen.
Der Mehrwert wird noch zwischen den Kapitalisten umverteilt, so dass das, was der einzelne Kapitalist erhält, nicht mit dem Mehrwert übereinstimmen muss, der in seiner Fabrik entsteht. Dies ist der Unterschied zwischen Mehrwert und Profit.
Dies liegt daran, dass der Mehrwert als solcher dem Kapitalisten wenig nützt, wenn dafür ein riesiger Kapitalaufwand notwendig ist, zum Kauf von Arbeitskraft (variables Kapital) und Produktionsmitteln (konstantes Kapital). Es kommt also auf das Verhältnis an zwischen Gewinn zu Kapitaleinsatz, auf die Profitrate.
Die Konkurrenz führe zu einem Angleichen der Profitrate zwischen den verschiedenen Branchen, da Kapital aus den Branchen mit niedrigen Profitraten abgezogen wird, was dort das Angebot vermindert, was nach dem Gesetz von Angebot und Nachfrage die Preise erhöht. Umgekehrt ströme das Kapital in die Branchen mit hoher Profitrate, was dort das Angebot erhöht, was nach dem Gesetz von Angebot und Nachfrage die Preise vermindert. Tendenziell führe dies zu einem Ausgleich der Profitraten zwischen den Branchen und dadurch zu einer Durchschnittsprofitrate. Die Preise, welche von den Produzenten in der Weise berechnet werden, dass auf die Produktionskosten die Durchschnittsprofitrate aufgeschlagen wird, werden von Marx als Produktionspreise bezeichnet.
Es wäre nun Zufall, wenn die Preise der Waren, wie sie durch die Arbeitszeiten bestimmt werden (AWT), gleich den Produktionspreisen wären. Marx nimmt daher an, dass die AWT nicht unmittelbar die Preise regelt. Vielmehr kommt es zu einer Umverteilung der Arbeitswerte, einige Waren haben Preise, die höher als die in ihnen enthaltenen Arbeitswerte sind, bei anderen ist es umgekehrt. In den einzelnen Branchen gelten die Produktionspreise, gesamtwirtschaftlich gilt die AWT in dem Sinn, dass sich das Verhältnis zwischen den gesamtwirtschaftlichen Aggregaten, insbesondere Lohnsumme und Gewinnsumme, durch die dahinterliegenden Arbeitszeiten bestimme.
Marx beansprucht für sich die theoretische Erklärung, wie die AWT nicht unmittelbar die Preise der verschiedenen Waren erklärt, sondern dass wegen der tendenziellen Angleichung der Profitraten zwischen den Branchen die Preise, die sog. Produktionspreise, in bestimmter Weise von den Arbeitswerten abweichen. Die Frage, wie die Arbeitswerte in Produktionspreise umzurechnen sind, wird auch als Transformationsproblem bezeichnet.

## Berechnung
Unter bestimmten Annahmen lassen sich die Arbeitswerte grundsätzlich berechnen, etwa in Anlehnung an ein mathematisches Modell der Marxschen Arbeitswerttheorie oder angelehnt an eine von Sraffa inspirierte Input-Output-Analyse. Die folgende Berechnung erfolgt unter der stark vereinfachenden Annahme homogener Arbeit (jede Arbeitsart erzeugt in der gleichen Zeit die gleiche Menge Wert), wobei offen bleibt, in welcher Maßeinheit die Arbeit gemessen wird – als insgesamt notwendige Arbeitszeit oder als Zahl der Arbeitenden. Im letzteren Fall muss außerdem die gleiche Arbeitszeit für alle unterstellt werden.
Die folgenden Matrizen und Vektoren
{\displaystyle w={\begin{pmatrix}w_{1}\\\vdots \\w_{4}\end{pmatrix}};\qquad l={\begin{pmatrix}l_{1}\\\vdots \\l_{4}\end{pmatrix}};}
{\displaystyle E={\begin{pmatrix}1&0&0&0\\0&1&0&0\\0&0&1&0\\0&0&0&1\end{pmatrix}};\qquad A={\begin{pmatrix}a_{11}&\cdots &a_{14}\\\vdots &\ddots &\vdots \\a_{41}&\cdots &a_{44}\end{pmatrix}};}
seien der
- Vektor der Arbeitswerte w, wobei w(i) der Arbeitswert des Produktes x(i) sei (Stückwertvektor[80]),
- der Vektor des unmittelbaren Arbeitsinputs („lebendige Arbeit“) l,
- die Einheitsmatrix E und
- die Input-Output-Matrix A. Die Koeffizienten der Input-Output-Matrix a(i,j) geben an, wie viel von Input x(i) benötigt wird, um eine Einheit von x(j) zu produzieren. Diese Koeffizienten werden hier als konstant angenommen, sie ändern sich also nicht im Zeitablauf etwa wegen technischen Fortschritts.
- wT und lT seien die transformierten Vektoren von w und l. Dann gilt:

{\displaystyle {\begin{matrix}w^{T}\cdot A+l^{T}=w^{T}\\w^{T}\cdot (E-A)=l^{T}\\w^{T}=l^{T}\cdot (E-A)^{-1}\end{matrix}}}
vorausgesetzt (E − A) ist invertierbar.
Es gilt die Neumannsche Reihe:
{\displaystyle {\begin{matrix}l^{T}\cdot (E-A)^{-1}=l^{T}\cdot E+l^{T}\cdot A^{1}+l^{T}\cdot A^{2}+l^{T}\cdot A^{3}+l^{T}\cdot A^{4}...\end{matrix}}}
Der Wert w setzt sich also zusammen aus dem unmittelbaren Arbeitsaufwand (erster Summand auf der rechten Seite), der Arbeit, die in der vorherigen Periode aufgewandt wurde für die notwendigen Vorprodukte (zweiter Summand), der Arbeit, die zur Herstellung dieser Vorprodukte in der Periode davor notwendig war (dritter Summand) usw.

### Zahlenbeispiel
In einem Modell einfacher Warenproduktion beliefern sich 3 Schuster, 4 Schneider und 2 Bauern (3 Sektoren) einander mit Schuhen, Kleidern und Lebensmitteln gemäß folgender Tabelle:
| Von                                   |                   | An                 | An              | An         | An    | An |  |
| Von                                   | Sektor 1 Schuster | Sektor 2 Schneider | Sektor 3 Bauern |            | Summe |    |  |
| Schuster                              | 3                 | 4                  | 4               | 11 Schuhe  |       |    |  |
| Schneider                             | 6                 | 4                  | 6               | 16 Kleider |       |    |  |
| Bauern                                | 0                 | 0                  | 0               | 0          |       |    |  |
| Anzahl (= Verbrauch an Lebensmitteln) | 3                 | 4                  | 2               | 9          |       |    |  |

Gemäß erster Zeile z. B. liefern die drei Schuster drei Schuhe an sich selbst, vier an die vier Schneider und ebenfalls vier Schuhe an die zwei Bauern. Die Bauern liefern als gesamtwirtschaftliches Endprodukt insgesamt neun Lebensmittel, für jeden Werktätigen also ein Lebensmittel. Dies liefern sie aber als Endprodukt und nicht als Vorprodukt, weshalb in der Tabelle Nullwerte in der Zeile der Bauern sind.
Die Input-Output-Matrix erhält man, indem man die Liefermenge jeweils durch die Gesamtproduktion des belieferten Sektors dividiert:
{\displaystyle A={\begin{pmatrix}3/11&4/16&4/9\\6/11&4/16&6/9\\0&0&0\end{pmatrix}}={\begin{pmatrix}0{,}27&0{,}25&0{,}44\\0{,}55&0{,}25&0{,}67\\0&0&0\end{pmatrix}}}
Für die Arbeitswerte w – Arbeitszeit je Produkt – gilt dann, wenn l der Vektor der unmittelbaren Arbeitsinputs je Endprodukt der verschiedenen Produkte Schuhe, Kleider, Lebensmittel ist:
{\displaystyle {\begin{pmatrix}w_{1}&w_{1}&w_{1}\\\end{pmatrix}}\cdot {\begin{pmatrix}0{,}27&0{,}25&0{,}44\\0{,}55&0{,}25&0{,}66\\0&0&0\end{pmatrix}}+{\begin{pmatrix}l_{1}&l_{1}&l_{1}\\\end{pmatrix}}={\begin{pmatrix}w_{1}&w_{1}&w_{1}\\\end{pmatrix}}}
Für den Vektor der unmittelbaren Arbeitsinputs gilt unter der Annahme, dass jeder Werktätige (Handwerker und Bauern) acht Arbeitsstunden leisten muss, um diese Produktion zu ermöglichen:
{\displaystyle {\begin{pmatrix}l_{1}&l_{1}&l_{1}\\\end{pmatrix}}={\begin{pmatrix}3\cdot 8/11&4\cdot 8/16&2\cdot 8/9\\\end{pmatrix}}={\begin{pmatrix}2{,}18&2{,}00&1{,}78\\\end{pmatrix}}}
Außerdem errechnet sich als invertierbare Matrix {\displaystyle (E-A)^{-1}}:
{\displaystyle {\begin{matrix}(E-A)^{-1}\end{matrix}}={\begin{pmatrix}1{,}83&0{,}61&1{,}22\\1{,}33&1{,}78&1{,}78\\0&0&1{,}00\end{pmatrix}}}
Dann gilt:
{\displaystyle {\begin{pmatrix}w_{1}&w_{1}&w_{1}\\\end{pmatrix}}={\begin{pmatrix}2{,}18&2{,}00&1{,}78\\\end{pmatrix}}\cdot {\begin{pmatrix}1{,}83&0{,}61&1{,}22\\1{,}33&1{,}78&1{,}78\\0&0&1{,}00\end{pmatrix}}={\begin{pmatrix}6{,}67&4{,}89&8{,}00\\\end{pmatrix}}}
Ein Schuh hat also einen Arbeitswert von 6,67 Arbeitsstunden, ein Kleid von 4,89 Arbeitsstunden und ein Lebensmittel einen von 8,00 Arbeitsstunden. Setzt man diese Arbeitswerte in obige Liefertabelle ein, erhält man die Lieferungen bewertet zu Arbeitswerten. Dabei ist angenommen, dass jeder Werktätige ein Lebensmittel erhält. Aus den Summen ergibt sich, dass jeder Sektor in Arbeitswerten gerechnet soviel liefert, wie er selbst empfängt. Es wird also entsprechend der Arbeitswerte getauscht.
| Von       |                   | An                 | An              | An     | An    | An |  |
| Von       | Sektor 1 Schuster | Sektor 2 Schneider | Sektor 3 Bauern |        | Summe |    |  |
| Schuster  | 20,00             | 26,67              | 26,67           | 73,33  |       |    |  |
| Schneider | 29,33             | 19,55              | 29,33           | 78,22  |       |    |  |
| Bauern    | 24,00             | 32,00              | 16,00           | 72,00  |       |    |  |
| Summe     | 73,33             | 78,22              | 72,00           | 223,55 |       |    |  |

Jeder Werktätige (Handwerker und Bauern) kann dem Wertbetrag nach gemäß seiner Arbeitsleistung Lebensmittel erhalten. 3 Schuhmacher arbeiten insgesamt 24 Stunden und erhalten von den Bauern Lebensmittel im Wert von 24 Stunden, 4 Schneider arbeiten insgesamt 32 Stunden und erhalten von den Bauern Lebensmittel im Wert von 32 Stunden und 2 Bauern arbeiten insgesamt 16 Stunden und erhalten Lebensmittel im Wert von 16 Stunden.

### Input-Output-Analyse
Es sei hier die dazugehörige Input-Output-Analyse genannt, die für weitere Berechnungen notwendig ist:
{\displaystyle {\begin{matrix}Ax+c&=&x\\(E-A)x&=&c\\x&=&(E-A)^{-1}c\end{matrix}}}
Also mit Zahlen ausgefüllt:
{\displaystyle {\begin{pmatrix}0{,}27&0{,}25&0{,}44\\0{,}55&0{,}25&0{,}67\\0&0&0\end{pmatrix}}\cdot {\begin{pmatrix}11\\16\\9\end{pmatrix}}+{\begin{pmatrix}0\\0\\9\end{pmatrix}}={\begin{pmatrix}11\\16\\9\end{pmatrix}}}
und:
{\displaystyle {\begin{pmatrix}0,73&-0,25&-0,44\\-0,55&0,75&-0,67\\0&0&1,00\end{pmatrix}}\cdot {\begin{pmatrix}11\\16\\9\end{pmatrix}}={\begin{pmatrix}0\\0\\9\end{pmatrix}}}
und:
{\displaystyle {\begin{pmatrix}11\\16\\9\end{pmatrix}}={\begin{pmatrix}1{,}83&0{,}61&1{,}22\\1{,}33&1{,}78&1{,}78\\0&0&1{,}00\end{pmatrix}}\cdot {\begin{pmatrix}0\\0\\9\end{pmatrix}}}

### Technischer Fortschritt

#### Arbeitssparender technischer Fortschritt
Wenn technischer Fortschritt eingeführt wird, muss das Modell angepasst werden. Es soll technischer Fortschritt eingeführt werden dergestalt, dass nicht mehr 3 Schuster zur Produktion von 11 Schuhen benötigt werden, sondern nur noch zwei. Insgesamt gibt es dann nicht mehr 9, sondern noch 8 Werktätige. Bleibt der Verbrauch an Lebensmitteln je Werktätigem gleich 1, vermindert sich die Endproduktion von 9 Lebensmitteln auf 8 Lebensmittel. Damit sind auch weniger Vorleistungen (hier Schuhe, Kleider) erforderlich.

#### Input-Output-Analyse
Da technischer Fortschritt hier nur den benötigten Arbeitseinsatz vermindert, bleibt die Input-Output-Matrix A und damit (E-A)−1 unverändert.
Als neue Produktionsmengen ergibt sich:
{\displaystyle {\begin{matrix}x&=&(E-A)^{-1}c\end{matrix}}}
also
{\displaystyle {\begin{pmatrix}9,78\\14,22\\8,00\end{pmatrix}}={\begin{pmatrix}1{,}83&0{,}61&1{,}22\\1{,}33&1{,}78&1{,}78\\0&0&1{,}00\end{pmatrix}}\cdot {\begin{pmatrix}0\\0\\8\end{pmatrix}}}
Um für 8 Werktätige 8 Lebensmittel herzustellen, müssen gemäß der technisch geltenden Input-Outputkoeffizienten 9,78 Schuhe und 14,22 Kleider hergestellt werden.

#### Berechnung der neuen Arbeitswerte
Bei den Schustern hat sich der direkte Arbeitsinput verändert. Waren ursprünglich 3 Schuster à 8 Stunden, also insgesamt 24 Stunden notwendig, um 11 Schuhe herzustellen, so sind es jetzt nur noch 16 Stunden. Je Schuh beträgt der direkte Arbeitsinput nicht mehr 2,18 Stunden, sondern noch 1,45 Stunden. Damit errechnen sich die Arbeitswerte jetzt neu:
{\displaystyle {\begin{pmatrix}w_{1}&w_{1}&w_{1}\\\end{pmatrix}}={\begin{pmatrix}1{,}45&2{,}00&1{,}78\\\end{pmatrix}}\cdot {\begin{pmatrix}1{,}83&0{,}61&1{,}22\\1{,}33&1{,}78&1{,}78\\0&0&1{,}00\end{pmatrix}}={\begin{pmatrix}5{,}33&4{,}44&7{,}11\\\end{pmatrix}}}
Der Arbeitswert eines Lebensmittels ist also von 8,00 auf 7,11 gesunken. Um für einen Werktätigen 1 Lebensmittel zu produzieren, sind jetzt nur noch 7,11 Stunden, statt 8,00 Stunden erforderlich. Wenn der Konsum je Kopf nicht erhöht wird, vermindert sich die tägliche Arbeitszeit von 8,00 auf 7,11.

#### Liefertabelle
Die Tabelle der gegenseitigen Belieferung ist jetzt, wenn die Input-Output-Matrix A weiterhin gilt unter Berücksichtigung, dass 2 statt 3 Schuster tätig sind:
| Von                                  |                   | An                 | An              | An            | An    | An |  |
| Von                                  | Sektor 1 Schuster | Sektor 2 Schneider | Sektor 3 Bauern |               | Summe |    |  |
| Schuster                             | 2,67              | 3,56               | 3,56            | 9,78 Schuhe   |       |    |  |
| Schneider                            | 5,33              | 3,56               | 5,33            | 14,22 Kleider |       |    |  |
| Bauern                               | 0                 | 0                  | 0               | 0             |       |    |  |
| Anzahl (=Verbrauch an Lebensmitteln) | 2                 | 4                  | 2               | 8             |       |    |  |

Setzt man in diese Tabelle die neuen Arbeitswerte ein, ergibt sich:
| Von       |                   | An                 | An              | An     | An    | An |  |
| Von       | Sektor 1 Schuster | Sektor 2 Schneider | Sektor 3 Bauern |        | Summe |    |  |
| Schuster  | 14,22             | 18,96              | 18,96           | 52,14  |       |    |  |
| Schneider | 23,70             | 15,80              | 23,70           | 63,21  |       |    |  |
| Bauern    | 14,22             | 28,44              | 14,22           | 56,89  |       |    |  |
| Summe     | 52,14             | 63,21              | 59,89           | 172,24 |       |    |  |

Die 2 Schuster erhalten wieder gemäß ihrer neuen Arbeitsleistung gemäß kürzerem Arbeitstag von 7,11 Std. Lebensmittel im Wert von 14,22, die 4 Schneider erhalten 4 mal 7,11 gleich 28,44 und die beiden Bauern wie die beiden Schuster erhalten Lebensmittel im Wert von 14,22, was ebenfalls der täglichen Arbeitsleistung von 2 Bauern entspricht.
Kommt es zu arbeitssparendem technischen Fortschritt, muss entweder der Verbrauch je Werktätigen erhöht oder die Arbeitszeit je Werktätigen vermindert werden. Eine Darstellung mit dem alten Arbeitstag von 8 Stunden und dem gleichen Konsum von 1 Lebensmittel je Werktätigen ist nicht mehr möglich.
Es bleibt in dieser Darstellung offen, wie sich nach technischem Fortschritt der Übergang zur neuen Lage, wie sie in den Tabellen 3 und 4 beschrieben ist, einstellt.

## Primärliteratur
- Adam Smith: An Inquiry into the Nature and Causes of the Wealth of Nations, 1776 (dt.: Untersuchung über Wesen und Ursachen des Reichtums der Völker). 5. Aufl. UTB, 2005, ISBN 3-8252-2655-7; Der Wohlstand der Nationen. aus dem Englischen übertragen von Horst Claus Recktenwald. 11. Auflage. 2005, ISBN 3-406-05393-9.
- David Ricardo: Über die Grundsätze der politischen Ökonomie und der Besteuerung. Metropolis, Marburg 2006, ISBN 3-89518-540-X, eingeschränkte Vorschau in der Google-Buchsuche. On the Principles of Political Economy and Taxation. 1817, ISBN 0-486-43461-3.
  - Reprint: London 2006, ISBN 1-902835-15-8.
- Karl Marx: Grundrisse der Kritik der politischen Ökonomie (Rohentwurf). 1857–1858, Anhang 1850–1859. Berlin 2. Aufl. 1974
- Karl Marx: Theorien über den Mehrwert.
- Karl Marx: Das Kapital. Erster Band. In: Marx-Engels-Werke Band 23. Berlin.

## Sekundärliteratur
- Joseph Schumpeter: Geschichte der ökonomischen Analyse. Band 1. Göttingen 1965 (zuerst: 1952).
- Friedrich Eberle (Hrsg.): Aspekte der Marxschen Theorie 1. Zur methodologischen Bedeutung des 3. Bandes des ‘Kapital’. Frankfurt 1973.
- Hans G. Nutzinger/Elmar Wolfstetter: Die Marxsche Theorie und ihre Kritik. Eine Textsammlung zur Kritik der Politischen Ökonomie. 2 Bände. Herder & Herder, Frankfurt am Main / New York 1974. Neuausgabe in einem Band: Metropolis, Marburg 2008, ISBN 978-3-89518-702-5.
- Pierangelo Garegnani: Kapital, Einkommensverteilung und effektive Nachfrage. Beiträge zur Renaissance des klassischen Ansatzes in der Politischen Ökonomie. Marburg 1989.
- Luigi L. Pasinetti: Vorlesungen zur Theorie der Produktion. Metropolis, Marburg 1988, (zuerst 1975, ital.). ISBN 3-926570-05-9.
- Krishna Bharadwaj: Themes in Value and Distribution. Classical Theory Reappraised. London 1989.
- Fritz Helmedag: Warenproduktion mittels Arbeit – Zur Rehabilitation des Wertgesetzes. Metropolis Verlag, Marburg 1992.
- Martha Campbell: Marx’s Concept of Economic Relations and the Method of Capital. In: Fred Moseley (Hrsg.): Marx’s Method in Capital. Humanities Press, New Jersey 1993.
- Alan Freeman: Price, value and profit – a continuous, general, treatment. In: Alan Freeman, Guglielmo Carchedi (Hrsg.): Marx and non-equilibrium economics. Edward Elgar, Cheltenham UK / Brookfield USA 1996.
- Tatiana Grigorovici: Die Wertlehre bei Marx und Lassalle. Beitrag zur Geschichte eines wissenschaftlichen Missverständnisses. Phil. Diss., Bern 1907–08 (zunächst Selbstverlag, Wien 1908; zweite Auflage als 3. Band der von Rudolf Hilferding und Max Adler herausgegebenen Reihe Marx Studien, Wien 1910; Reprint dieser Edition: Glashütten im Taunus 1971).
- Werner Hofmann (Hrsg.): Wert- und Preislehre (= Sozialökonomische Studientexte, Band 1). Berlin 1964